# IC 1152
IC 1152 је елиптична галаксија у сазвјежђу Херкул која се налази на листи објеката дубоког неба у Индекс каталогу.
Деклинација објекта је + 48° 5' 41" а ректасцензија 15h 56m 43,2s. Привидна величина (магнитуда) објекта IC 1152 износи 13,1 а фотографска магнитуда 14,1. IC 1152 је још познат и под ознакама UGC 10103, MCG 8-29-24, CGCG 250-25, PGC 56450.